# Lowizowo
Lowizowo (Łowizowo) – kolonia w Polsce, w województwie warmińsko-mazurskim, w powiecie iławskim, w gminie Iława.
Do 2023 miejscowość była częścią wsi Kałduny.
W latach 1975–1998 Lowizowo należało administracyjnie do województwa olsztyńskiego.